# Lawrence Venuti
Lawrence Venuti (Filadelfia, 1953) è un traduttore, docente e teorico della traduzione statunitense.
Lavora inoltre come traduttore dall'italiano, dal francese e dal catalano.

## Biografia
Si laurea alla Temple University, dove tuttora insegna e consegue nel 1980 il dottorato di ricerca in lettere alla Columbia University. Nello stesso anno riceve il Renato Poggioli Translation Award per la traduzione del romanzo di Barbara Alberti, Delirio.
Tiene alcune lezioni di scrittura creativa al Lewis Center for the Arts all'università di Princeton.

## Pensiero e influenze
Venuti è una delle figure più controverse della moderna teoria della traduzione poiché le sue posizioni sono spesso altamente politicizzate e in contrasto con quelle tradizionali. Ad esempio, egli critica aspramente l'invisibilità cui sono tradizionalmente costretti i traduttori.
Nel suo saggio L'invisibilità del traduttore: una storia della traduzione (in originale The Translator's Invisibility: A History of Translation), Venuti ripercorre la storia della traduzione nel mondo angloamericano allo scopo di evidenziare come la strategia traduttiva che ha prevalso era quella della scorrevolezza nella lingua di arrivo, e dell'eliminazione di particolarità e riferimenti culturali del testo e della cultura di partenza al fine di nascondere la natura di traduzione del testo, di creare un secondo originale. Questa pratica in qualche modo "tradisce" il testo di partenza eliminando e appianando le differenze e referenze culturali che secondo lo studioso dovrebbero invece essere trasmesse e comunicate.
Per questo egli introduce i concetti di traduzione addomesticante e straniante, due strategie che riguardano principalmente quanto si adatti il testo alla cultura di arrivo, causando una perdita di informazione dal testo di partenza. Nell'ottica di Venuti si dovrebbe favorire la stranierificazione, già ipotizzata in passato da Friedrich Schleiermacher, che "scomodi" in qualche modo il lettore in lingua di arrivo, utilizzando calchi e prestiti per non sacrificare elementi culturali e il carattere originario della traduzione. Ciò permette di fermare quella che egli arriva a definire una "violenza etnocentrica della traduzione" addomesticante ed è anche una occasione per il traduttore di dismettere la sua invisibilità, in quanto partecipatore attivo della comunicazione.
In Gli scandali della traduzione: verso un'etica della differenza (in originale The Scandals of Translation: Towards an Ethics of Difference) Venuti riprende ed espande alcuni dei contenuti del precedente saggio ed analizza il panorama della traduzione nel mondo angloamericano evidenziandone diversi nodi spinosi, quali il mancato riconoscimento dell'apporto creativo del traduttore ad un testo, i problemi posti dalle leggi di copyright (che disincentiverebbero la traduzione, ma le proposte che fa in proposito sono considerate impraticabili dai critici per diversi motivi), le politiche traduttive e le relative implicazioni attraverso l'analisi di diversi testi tradotti in inglese.
Sulla base del corpus di testi e relative e traduzioni, esteso ma necessariamente limitato, egli rileva una marcata disparità tra il peso delle traduzioni di libri britannici e statunitensi nella produzione editoriale in altre lingue e quello che hanno le traduzioni da queste ultime nella produzione editoriale angloamericana.
Nel testo è anche inclusa una traduzione ad opera di Venuti dei Racconti fantastici dello scapigliato Iginio Ugo Tarchetti, scelto in quanto autore minore del diciannovesimo secolo. Il traduttore utilizza una strategia stranierificante, impiegando per esempio slang americano mescolato ad uno stile più arcaico per rendere le particolarità del testo e per palesare al lettore la presenza attiva del traduttore.

## Riconoscimenti
Per le sue traduzioni, Lawrence ha ricevuto diversi premi, tra cui il Premio cultura per la traduzione dal Governo italiano nel 1983, sovvenzioni dal National Endowment for the Arts nel 1983 e nel 1999 e dal National Endowment for the Humanities nel 1989
Nel 2007 fu insignito del premio Guggenheim Fellowship per la categoria scienze umane per le sue traduzioni delle opere di Giovanni Pascoli.

## Opere
- Our Halcyon Dayes: English Prerevolutionary Texts and Postmodern Culture (Madison, Wis., University of Wisconsin Press, 1989)
- Rethinking Translation: Discourse, Subjectivity, Ideology (antologia di saggi; curatore) (Routledge, London, 1992)
- L'invisibilità del traduttore. Una storia della traduzione (traduzione di Marina Guglielmi, Roma, Armando, 1999; titolo originale: The Translator's Invisibility: A History of Translation: Routledge, London, 1995)
- Gli scandali della traduzione. Per un'etica della differenza (traduzione di Annalisa Crea, Roberta Fabbri, Sonia Sanviti, Guaraldi, Rimini, 2005; titolo originale: The Scandals of Translation: Towards an Ethics of Difference:  Routledge, London, 1998)
- Encyclopedia of Translation Studies (1998) (partecipazione)
- Oxford Guide to Literature in English Translation (2000) (partecipazione)
- The Translation Studies Reader (un'indagine sulla storia della traduzione dall'antichità al presente; curatore, Routledge, London, 2000, 2nd ed. 2004, 3rd ed. 2008)
- Contra Instrumentalism: A Translation Polemic (Lincoln, NE, University of Nebraska Press, 2019)

## Traduzioni
- Delirio di Barbara Alberti
- Restless Nights: Selected Stories of Dino Buzzati (una antologia di racconti di Dino Buzzati) (1983)
- Racconti fantastici di Iginio Ugo Tarchetti (1992)
- La sinagoga degli iconoclasti di Juan Rodolfo Wilcock (2000)
- Breath: Poems and Letters, antologia di poesie e lettere di Antonia Pozzi tratte da Parole e L'età delle parole è finita: lettere 1927-1938 (2002)
- Italy: A Traveler's Literary Companion antologia di testi letterari italiani tradotta e redatta da Venuti (2003)
- Cento colpi di spazzola prima di andare a dormire di Melissa P. (2004)
- Arrivederci amore ciao di Massimo Carlotto (2006)
- Edward Hopper: Poems, antologia di poesie di Ernest Farrés (2009)